# Sankt-Salvator-Basilika (Prüm)

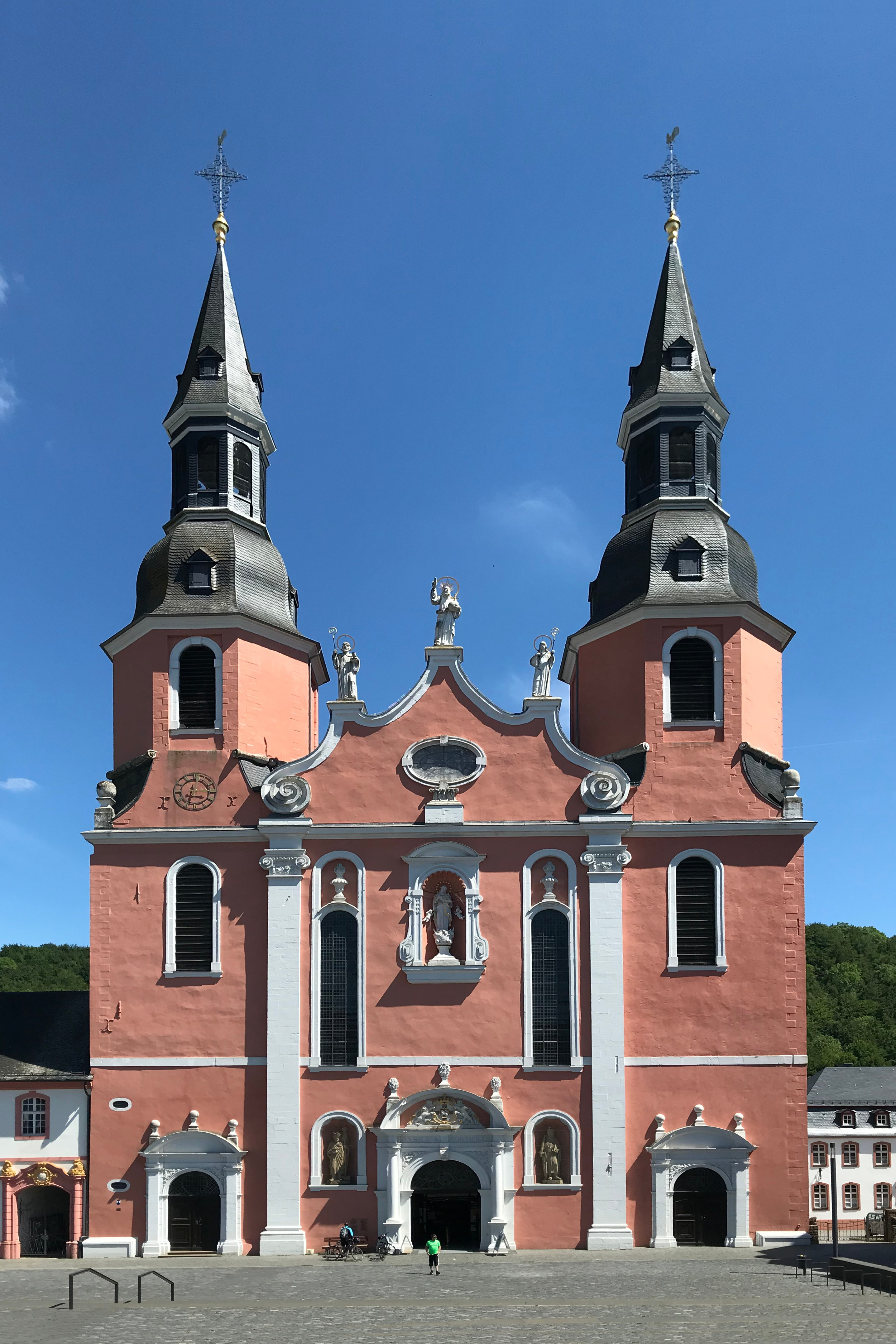
Ansicht des Haupteingangs der Basilika

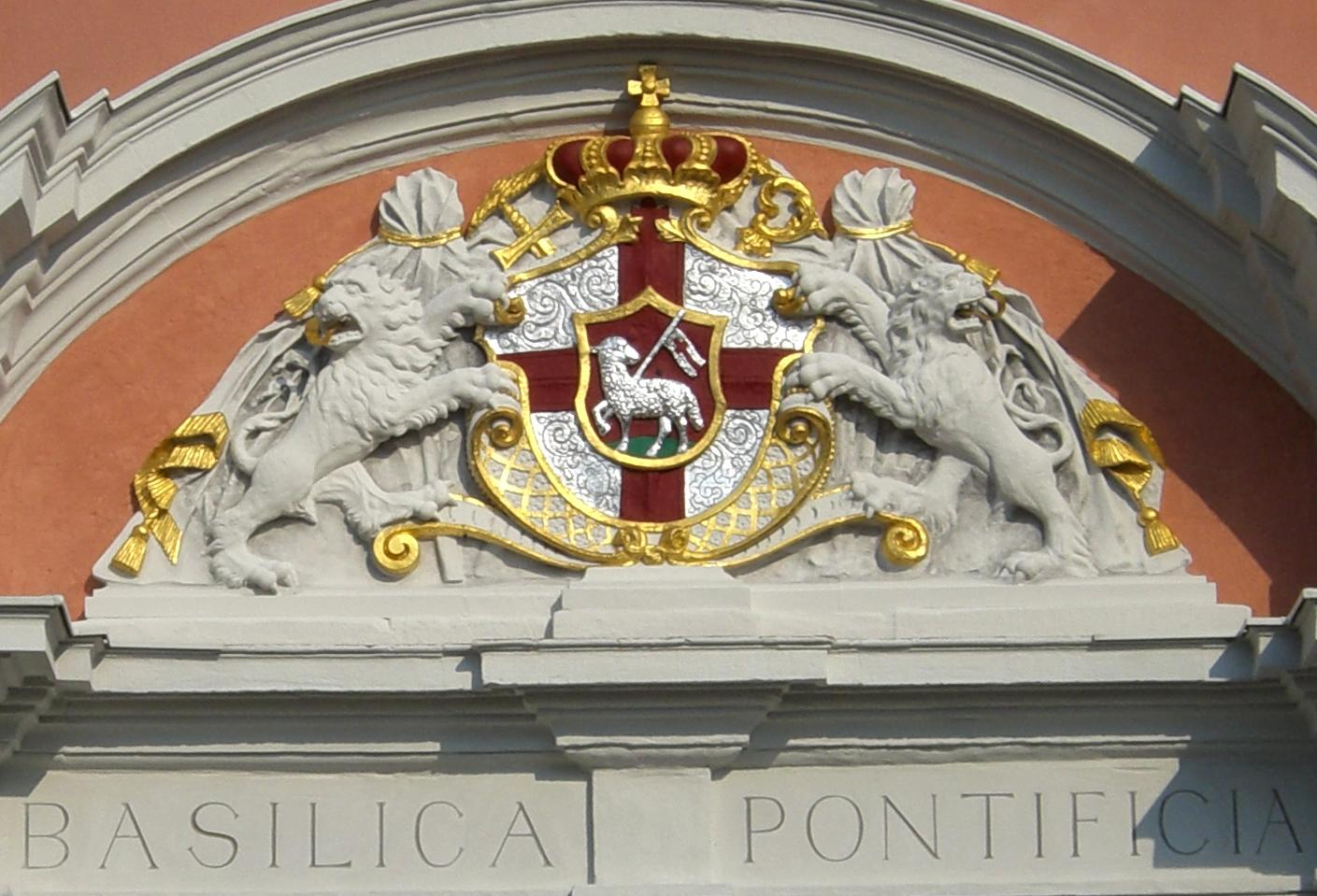
Wappen der Fürstabtei Prüm

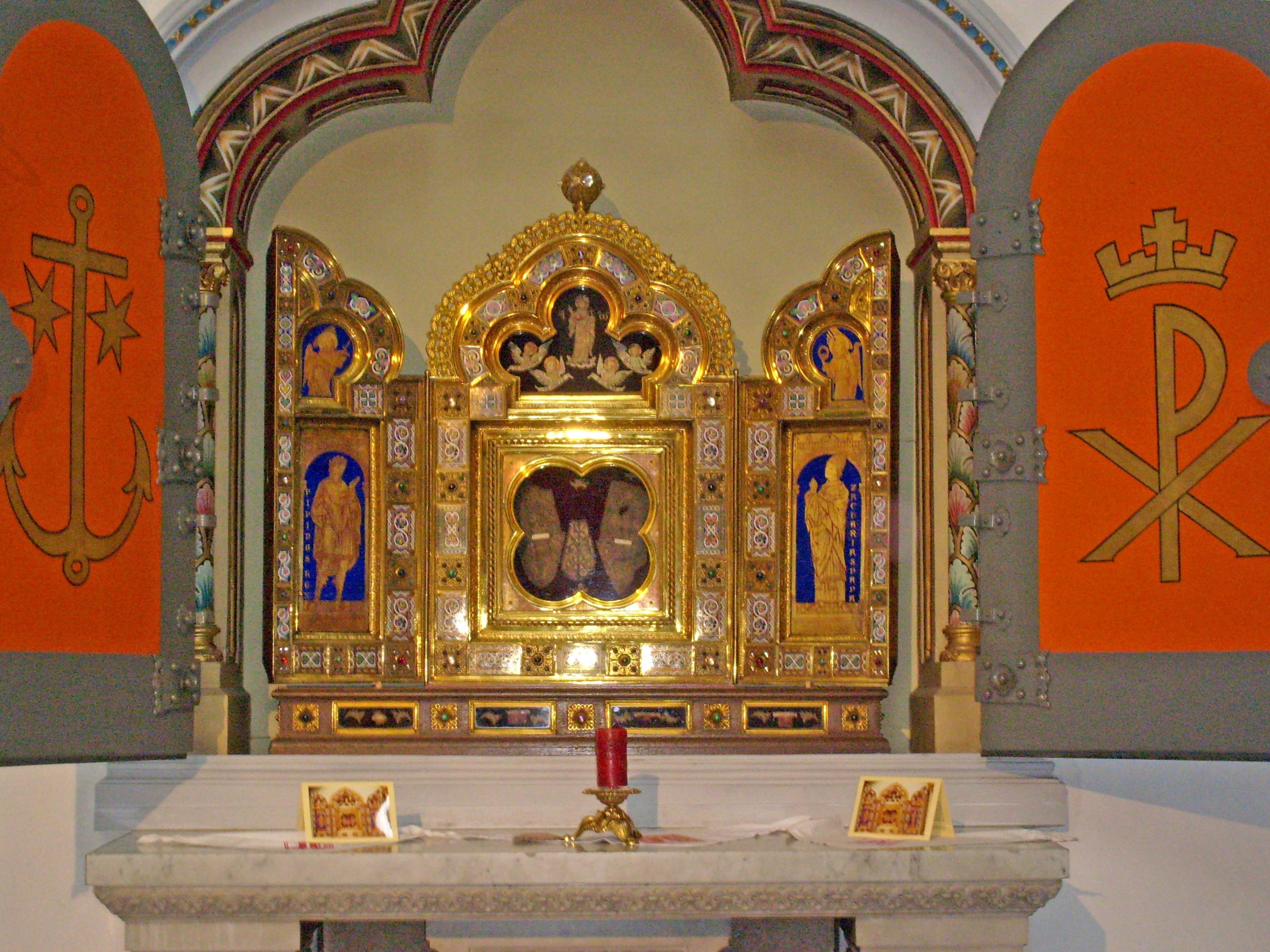
Schrein mit den Sandalen Christi

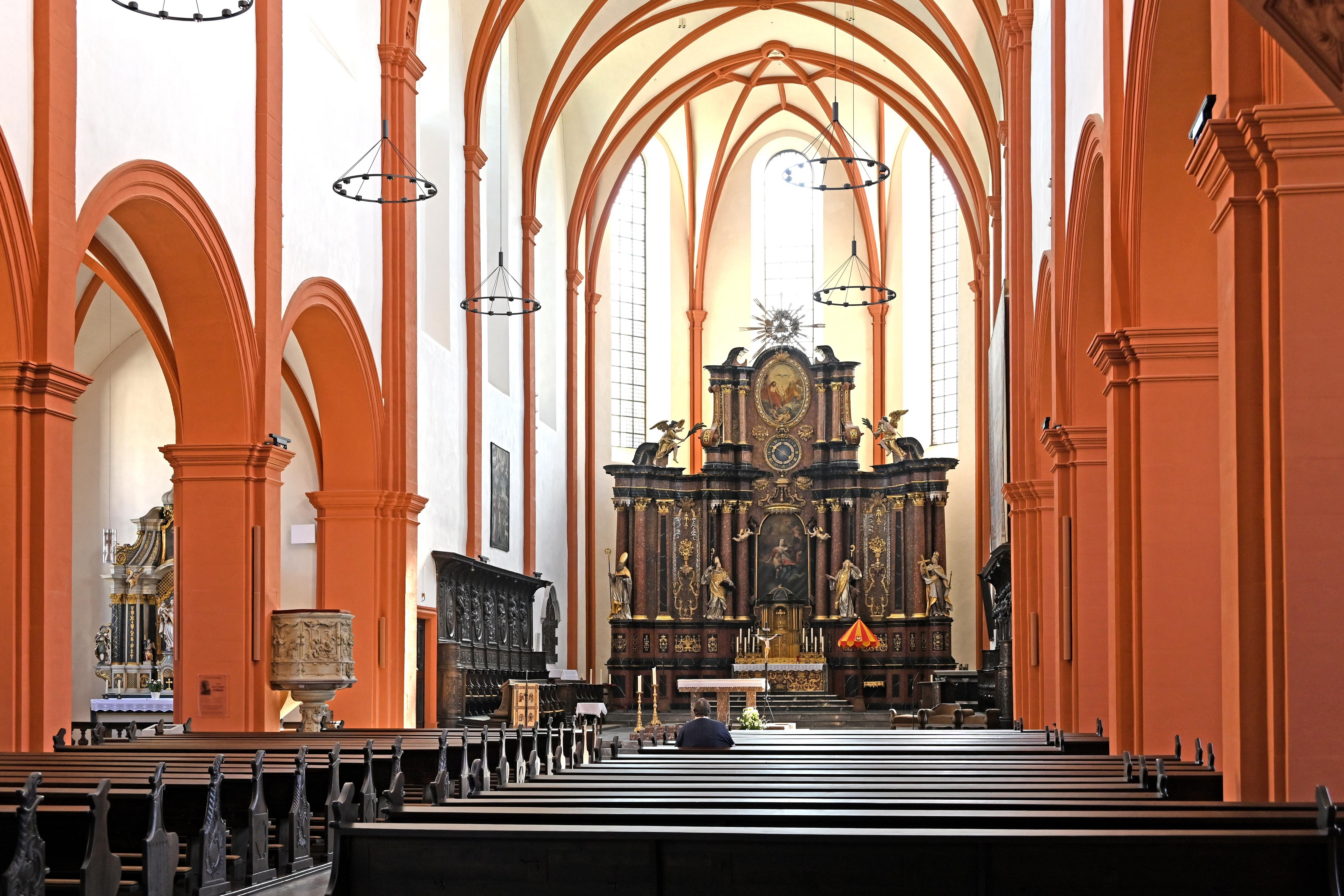
Mittelschiff mit Blick zum Altar

Die Sankt-Salvator-Basilika steht in Prüm, einer Stadt in der Westeifel.
721 gründete die fränkische Edle Bertrada auf ihren Besitzungen an der Prüm ein Kloster mit Mönchen aus Echternach. 752 erfolgte eine zweite Gründung durch König Pippin, der eine Enkelin der Erstgründerin geheiratet hatte, mit Mönchen aus Meaux bei Paris, die nach der Regel des heiligen Benedikt lebten.
1222 wurde das Kloster Mittelpunkt eines selbständigen Fürstentums, das 1576 vom Kurfürsten von Trier annektiert wurde. Abtsverwalter war fortan der Kurfürst und Erzbischof von Trier. Seit 1721 erfolgte der Neubau der Abteigebäude. Im Rahmen der napoleonischen Säkularisation wurde die Abtei 1802 endgültig aufgehoben.
Prüm, das zunächst zur Urpfarrei Rommersheim gehörte, wurde seit der Mitte des 15. Jahrhunderts vom Marienstift seelsorglich betreut. Das Marienstift war 1016 vom Prümer Abt Urold gegründet worden. Die Stiftskirche wurde Pfarrkirche. 1802 wurde die Klosterkirche Pfarrkirche, die Stiftskirche 1826 abgerissen.

## Geschichte
Eine erste Kirche der Abtei soll im Bereich des heutigen Friedhofs gestanden haben, wo noch Anfang des 18. Jahrhunderts eine dem Hl. Benedikt geweihte Kapelle vorhanden war. Die spätere Abteikirche, die als „die Goldene Kirche“ bezeichnet wurde, stand nördlich der heutigen barocken Kirche. Der heutige Nordturm war der Südturm der alten Kirche und stammt aus der ersten Hälfte des 16. Jahrhunderts. Viel mehr ist über das Aussehen der alten Kirche bislang nicht bekannt. Im Herbst 2017 entdeckte man bei Ausgrabungen auf dem Platz vor der barocken Abtei erstmals Fundamente dieses Kirchenbaus. Dabei stellte sich heraus, dass die „Goldene Kirche“ offenbar ein Westwerk besaß, ein Zeichen für die große Bedeutung des Klosters im Mittelalter.
Im Jahr 1721 wurde die Klosterkirche unter Verwendung älterer Bauteile (Nordturm) von Johann Georg Judas im Auftrag des Trierer Kurfürsten Franz Ludwig von Pfalz-Neuburg neu gebaut. Die Baumaßnahme zog sich über einen längeren Zeitraum hin, eine einheitliche Barockausstattung wurde nie geschaffen. Ab 1748 erfolgte der Neubau der Abteigebäude unter Kurfürst Franz Georg von Schönborn.
Im Jahr 1794 wurde das Klosters aufgelöst und die Mönche wurden vertrieben (Säkularisation). 1802 wurde die Abteikirche zur Pfarrkirche. 1827 wurde Prüm Sitz eines Dekanates.
Im Jahr 1860 entdeckte man beim Abbau des alten Hochaltars die Gebeine Kaiser Lothars und die Reliquien der Märtyrer Primus und Felicianus. 1874 und 1875 wurde für die Gebeine und die Reliquien ein Grabmal mit finanzieller Unterstützung von Kaiser Wilhelm I. errichtet. 1891 stifteten die Prümer Ärzte und Apotheker einen neuen Reliquienschrein für die Reliquien der Heiligen Drei Ärzte. 1896 wurde ein neuer Schreinaltar für die Sandalen Christi errichtet, veranlasst und kunsthistorisch begleitet durch den Aachener Kanonikus und Kunsthistoriker Franz Bock. Im Jahr 1927 erhielt die Kirche einen Barockaltar aus der Karmeliterkirche St. Nikolaus in Bad Kreuznach.
Ab 16. September 1944 war die Stadt Prüm Ziel von amerikanischem Artilleriebeschuss. Vor allem seit dem 23. Dezember nahmen die Bombenangriffe zu (als Reaktion auf die Ardennenoffensive). Die ehemaligen Abteigebäude wurden stark beschädigt, die Kirche wies vor allem im Dachbereich Schäden auf, schien jedoch zunächst verhältnismäßig gut erhalten zu sein. Heiligabend 1945 kurz vor der Christmette stürzte jedoch plötzlich das Gewölbe des rechten Seitenschiffes und des gesamten Langschiffes ein, ohne dass jemand verletzt wurde. Das Chorgewölbe und die Gewölbe des linken Seitenschiffes blieben erhalten, ebenso die Türme.
Im Jahr 1950 war der nahezu originalgetreue Wiederaufbau der Kirche weitgehend beendet. Am 10. Juni 1950 verlieh Papst Pius XII. der Klosterkirche mit dem Apostolischen Schreiben Veterum monasteriorum laudes den Titel Basilica minor.
Seit Ende der 1990er Jahre werden kontinuierlich Restaurierungsarbeiten an der Kirche durchgeführt, insbesondere die noch aus dem 18. Jahrhundert stammenden Teile des Daches mussten aufwendig saniert werden. 2018/19 erfolgte als letzter Schritt eine Renovierung des Innenraums, außerdem wurden die Heizung komplett erneuert und eine neue Beschallungsanlage eingebaut, so dass die Kirche auch für kulturelle Veranstaltungen genutzt werden kann.

## Architektur
Die von 1721 bis 1730 erbaute Kirche ist eine dreischiffige Anlage in einfacher barocker Form aus Buntsandstein aus dem Kylltal. Der einschiffige Chor ist um drei Joche verlängert. Der Bau ist ca. 64,50 Meter lang und ca. 28 Meter breit und damit der größte während des 18. Jahrhunderts im Erzbistum Trier errichtete Kirchenbau.
Zwei Türme (62 m) krönen die Westseite, im nördlichen sind noch Reste des Vorgängerbaus erhalten. Zwischen den Türmen befindet sich ein Zackengiebel mit den Figuren des hl. Benedikt, des Salvators (Erlöser) und der hl. Scholastika. Das Mittelgeschoss der Westseite enthält eine Muschelnische mit einer Darstellung der Madonna auf Wolken. Die Figurennischen zwischen den Hauptportalen enthalten die Figuren von König Pippin und Karl dem Großen. Ursprünglich war die Fassade teilweise durch ein davorstehendes Gebäude verdeckt, was bei der Planung nicht berücksichtigt worden war. Durch den Abbruch dieses Gebäudes ist die ursprüngliche Wirkung nicht mehr nachvollziehbar.
Der Innenraum der dreischiffigen Basilika ist durch seine Kreuzrippengewölbe der Nachgotik zuzuordnen.

## Ausstattung

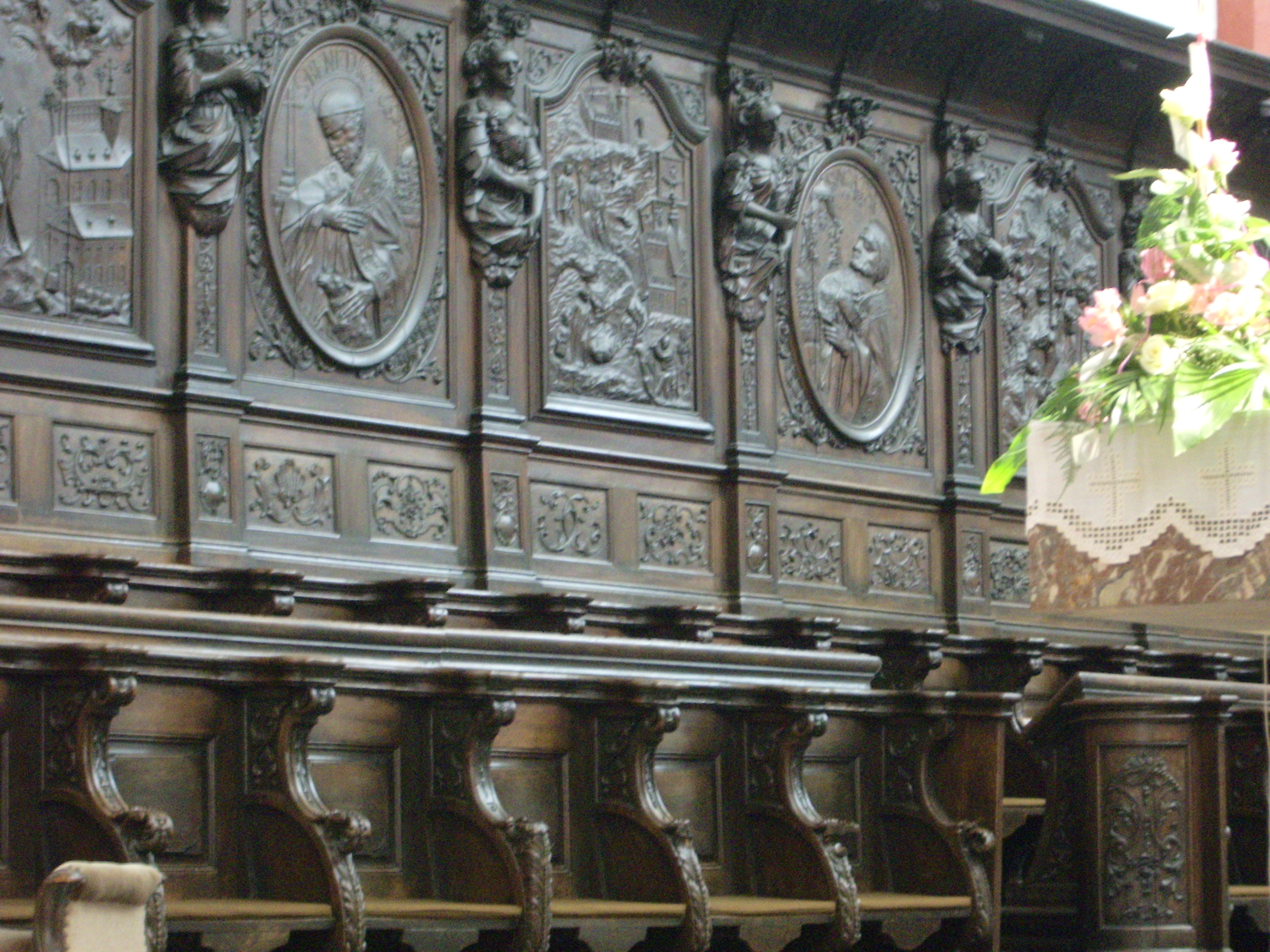
Chorgestühl links. Sankt-Salvator-Basilika Prüm

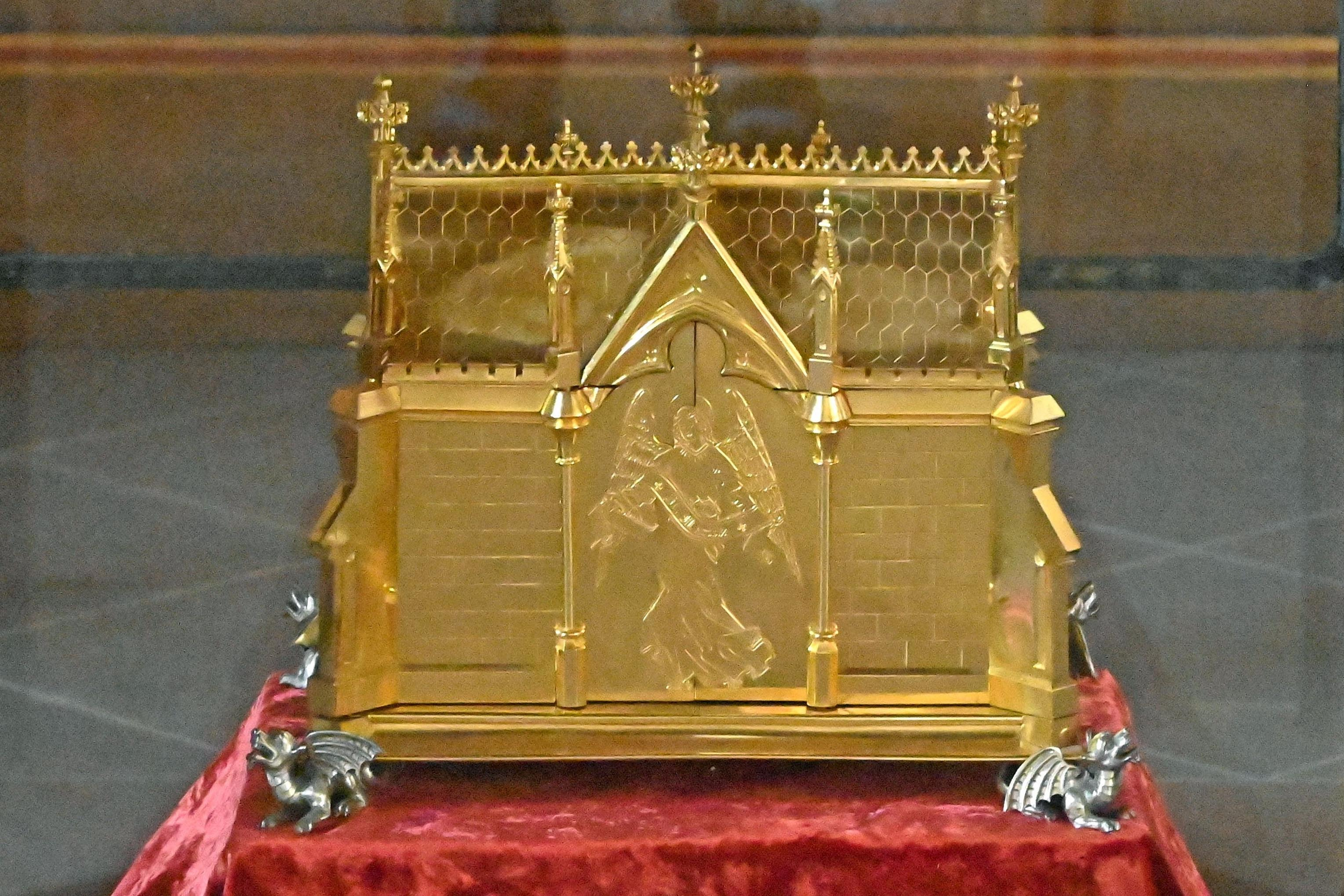
Reliquiar der Heiligen Drei Ärzte

Die Innenausstattung wurde nach den Plünderungen und Verkäufen nach 1794 und Kriegszerstörungen 1944/1945 erst nach und nach neu zusammengetragen. Nur wenige Stücke gehören zur Originalausstattung.
- Barocker Hochaltar von 1727 (aus St. Nikolaus (Bad Kreuznach), 1926 in Prüm aufgestellt)
- Chorgestühl von 1731 (Originalausstattung)
- Steinkanzel (aus dem Vorgängerbau)
- Grabmal Kaiser Lothar I.
- Grablegungsgruppe aus dem 18. Jahrhundert (aus der Kalvarienbergkapelle)
- Orgelempore von 1730 (Originalausstattung)
- Reliquiar der Heiligen Drei Ärzte (19. Jahrhundert, Originalausstattung)
- Schreinaltar für die Sandalen Christi (19. Jahrhundert, Originalausstattung)
- Seitenaltäre (Marien- und Josefsaltar) aus dem 18. und 19. Jahrhundert (aus Trier und Malberg, nach dem Zweiten Weltkrieg in Prüm aufgestellt)
- Spätgotischer Passionsaltar (nach 1949 erneuert – aus der Kalvarienbergkapelle)
- Grabplatten von Abt Robert von Virneburg (1476–1513) und Herrin Franziska von Rodemachern (1423–1483)
- Orgelgehäuse, ab 1782 entstanden (Originalausstattung)
- Eine Ikone im Stil der Mutter Gottes der immerwährenden Hilfe (S. Maria De Perpetuo Succursu)[8]

## Orgel

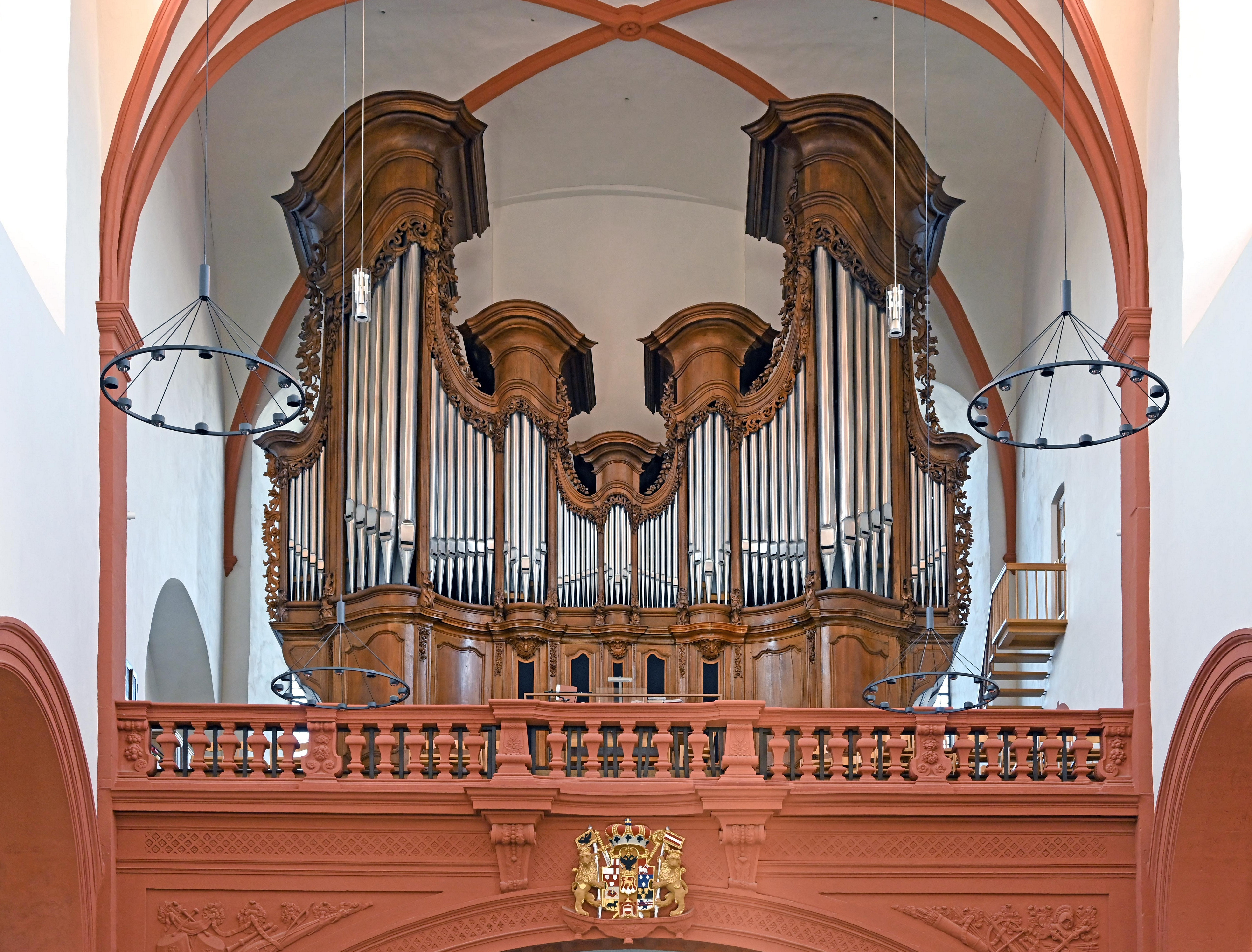
Blick auf die Klais-Orgel (1973)

Die Orgel der St.-Salvator-Basilika ist ein technischer Neubau der Orgelmanufaktur Klais aus Bonn, bei dem der von dem kurtrierischen Hofbaumeister Johannes Seiz entworfene historische Prospekt und zwei noch auf Heinrich Wilhelm Breidenfeld zurückgehende Windladen des Hauptwerks erhalten blieben. Am 13. April 1973 wurde die Orgel feierlich ihrer Bestimmung übergeben. Die von Domorganist Wolfgang Oehms, Kantor Josef Monter und Hans Gerd Klais entworfene Disposition des Instrumentes  mit 43 Registern auf drei Manualen und Pedal stellt sich wie folgt dar:
| I Positiv C–g3 |                  |       |
| 1.             | Bourdon          | 8′    |
| 2.             | Quintade         | 8′    |
| 3.             | Principal        | 4′    |
| 4.             | Waldflöte        | 4′    |
| 5.             | Oktave           | 2′    |
| 6.             | Quinte           | 1 ⁄3′ |
| 7.             | Sesquialtera II0 |       |
| 8.             | Scharff III–IV   | 1′    |
| 9.             | Cromorne         | 8′    |

| II Hauptwerk C–g3 |                |        |
| 10.               | Bourdon        | 16′    |
| 11.               | Principal 0(P) | 08′    |
| 12.               | Flute ouverte0 | 08′    |
| 13.               | Salicional     | 08′    |
| 14.               | Octave         | 04′    |
| 15.               | Rohrflöte      | 04′    |
| 16.               | Quinte         | 02 ⁄3′ |
| 17.               | Superoctave    | 02′    |
| 18.               | Cornet         | 04′    |
| 19.               | Mixtur IV      | 01 ⁄3′ |
| 20.               | Cymbel III     | 01⁄2′  |
| 21.               | Trompete       | 08′    |

| III Schwellwerk C–g3 |                   |         |
| 22.                  | Rohrflöte         | 08′     |
| 23.                  | Gamba             | 08′     |
| 24.                  | Schwebung         | 08′     |
| 25.                  | Fugara            | 04′     |
| 26.                  | Flötgedackt       | 04′     |
| 27.                  | Nasard            | 02 ⁄3′  |
| 28.                  | Schweizerpfeife 0 | 02′     |
| 29.                  | Terz              | 01 3⁄5′ |
| 30.                  | Sifflet           | 01′     |
| 31.                  | Acuta V           | 02′     |
| 32.                  | Basson            | 16′     |
| 33.                  | Hautbois          | 08′     |

| Pedal C–f1 |                |        |
| 34.        | Principal 0(P) | 16′    |
| 35.        | Subbass        | 16′    |
| 36.        | Octave 0(P)    | 08'    |
| 37.        | Holzflöte      | 08′    |
| 38.        | Octave         | 04′    |
| 39.        | Spitzflöte     | 04′    |
| 40.        | Hintersatz IV0 | 02 ⁄3′ |
| 41.        | Posaune        | 16′    |
| 42.        | Trompete       | 08′    |
| 43.        | Clarine        | 04′    |

- Koppeln:  I/II, III/I, III/II, Sub III/II, I/P, II/P, III/P
- Spielhilfen: Setzeranlage mit insgesamt 4096 Speichermöglichkeiten (ein freier sowie drei abschließbare Blocks mit je 1024 Speichermöglichkeiten), Sequenzer, Diskettenlaufwerk
- Schleifladen, mechanische Spieltraktur, elektrische Registertraktur
- Anmerkungen

(P) = im Prospekt
1. ↑  C–h kropfgedackt
2. ↑  Überblasend.

Die Sankt-Salvator-Basilika ist Dienstsitz des Regionalkantors für die Region Westeifel im Bistum Trier; seit 1996 amtiert Christoph Schömig hier als Organist.

## Glocken
In den beiden Türmen der Prümer Basilika hingen vor dem Zweiten Weltkrieg fünf Glocken, von den zwei die Beschlagnahmungen während des Krieges überstanden. Die kleinere davon wurde in den 1950er Jahren an das St.-Josefs-Krankenhaus verschenkt und später in das Museum Prüm gebracht. Zu der größeren historischen d′-Glocke wurden 1954 fünf neue Glocken von der Glockengießerei Czudnochowsky in Erding hinzugegossen, sodass die Kirche heute über sechs Glocken in den Tönen h° – d′ – e′ – fis′ – a′ – h′ verfügt.

## Reliquien
- Partikel der Sandalen Christi (Geschenk von König Pippin III.)
- Heilige Drei Ärzte (Marius, Audifax und Abacum)

## Denkmalschutz
Die Sankt-Salvator-Basilika ist ein geschütztes Kulturdenkmal nach dem Denkmalschutzgesetz (DSchG) und in der Denkmalliste des Landes Rheinland-Pfalz eingetragen. Sie liegt in Prüm in der Denkmalzone Katholische Pfarrkirche St. Salvator und ehemaliges Kloster.
Des Weiteren ist sie ein geschütztes Kulturgut nach der Haager Konvention und mit dem blau-weißen Schutzzeichen gekennzeichnet.

## Pfarrei
Die Pfarreiengemeinschaft Prüm umfasst außer der Pfarrei Prüm St. Salvator die folgenden Pfarreien: St. Peter und Paul (Büdesheim), St. Lukas (Fleringen), St. Fides, Spes und Caritas (Weinsheim-Gondelsheim), St. Dionysius (Gondenbrett), St. Gordianus und Epimachus (Prüm-Niederprüm), St. Brictius (Olzheim), St. Maximin (Rommersheim), St. Nikolaus (Wallersheim) und St. Willibrord (Weinsheim).